# Срђан Срећковић
Срђан Срећковић (Београд, 12. април 1974) је српски политичар. Био је министар за дијаспору (2008—2011), а потом и министар вера и дијаспоре (2011—2012) у Влади Мирка Цветковића. Изабран је на предлог листе „За европску Србију” Борис Тадић (Демократска странка, Г17 плус, Социјалдемократска партија, Српски покрет обнове, Лига социјалдемократа Војводине). У то време  био је потпредседник Српског покрета обнове (СПО). Током његовог мандата усвојен је први Закон о дијаспори и Србима у региону, конституисана Скупштина дијаспоре и Срба у региону, конституисан Савет за Србе у региону и усвојена Стратегија Владе за унапређење односа са дијаспором и Србима у региону.

## Биографија
Рођен је 12. априла 1974. у Београду. Завршио је Пету београдску гимназију. Редовне и магистарске студије завршио је на Економском факултету Универзитета у Београду.
Срећковић је обављао функцију помоћника генералног директора Јат ервејза од 2007. до 2008, а обављао је и функцију помоћника министра трговине, туризма и услуга у периоду од 2004. до 2007. године у Влади Војислава Коштунице (Демократска странка Србије ДСС, Г17 плус, Српски покрет обнове СПО и Нова Србија НС). У то време, између осталог био је шеф радних група за израду Закона о трговини, Закона о ценама, Закона о заштити потрошача, Закона о јавном оглашавању и Закона о заштити конкуренције.
Био је члан Српског покрета обнове (СПО) од 1992. до 2012. године. Од 2005. до 2012. године био је потпредседник странке, а пре тога и директор, члан Председништва, Извршног и Главног одбора. Током јесени 2011. започиње његов јавни политички разлаз са  председником странке Вуком Драшковићем „због Драшковићевог ауторитарног вођења странке, напуштања изворних програмских принципа, залагања Драшковића за признање независности Косова и Метохије, става Драшковића да је Република Српска геноцидна творевина, става Драшковића да је Српска православна црква мутант погрешне политике која је уништила све што вреди у Србији и због сарадње са Либерално демократском партијом ЛДП Чедомира Јовановића”. Главни одбор СПО је Срећковића 10. децембра 2011. разрешио дужности потпредседника странке, а 10. фебруара 2012. искључен је из Српског покрета обнове ``одлуком`` Председништва СПО на седници која је одржана телефонским путем, што је био догађај без преседана. Срећковић је те одлуке назвао „нелегалним и недемократским” и са истомишљеницима основао Изворни српски покрет обнове (ИСПО). У новембру 2013. Изворни Српски покрет обнове колективно је приступио странци Заједно за Србију (ЗЗС), а Срећковић је изабран за потпредседника странке. У фебруару 2020. странка Заједно за Србију прекршила је Споразум опозиције о бојкоту избора 21. јуна 2020. на свим нивоима и донела је одлуку о изласку на локалне изборе у Шапцу, чиме је иступила из опозиционе групације Савез за Србију (СЗС). Срећковић је ту одлуку назвао „рушењем јединства демократске опозиције”, гласао је против одлуке и напустио је странку. У марту 2020. постао је члан Председништва Странке Слободе и правде (ССП).
Говори енглески језик. Ожењен је Маријом Срећковић, с којом има једног сина.